# Mayte Mateos

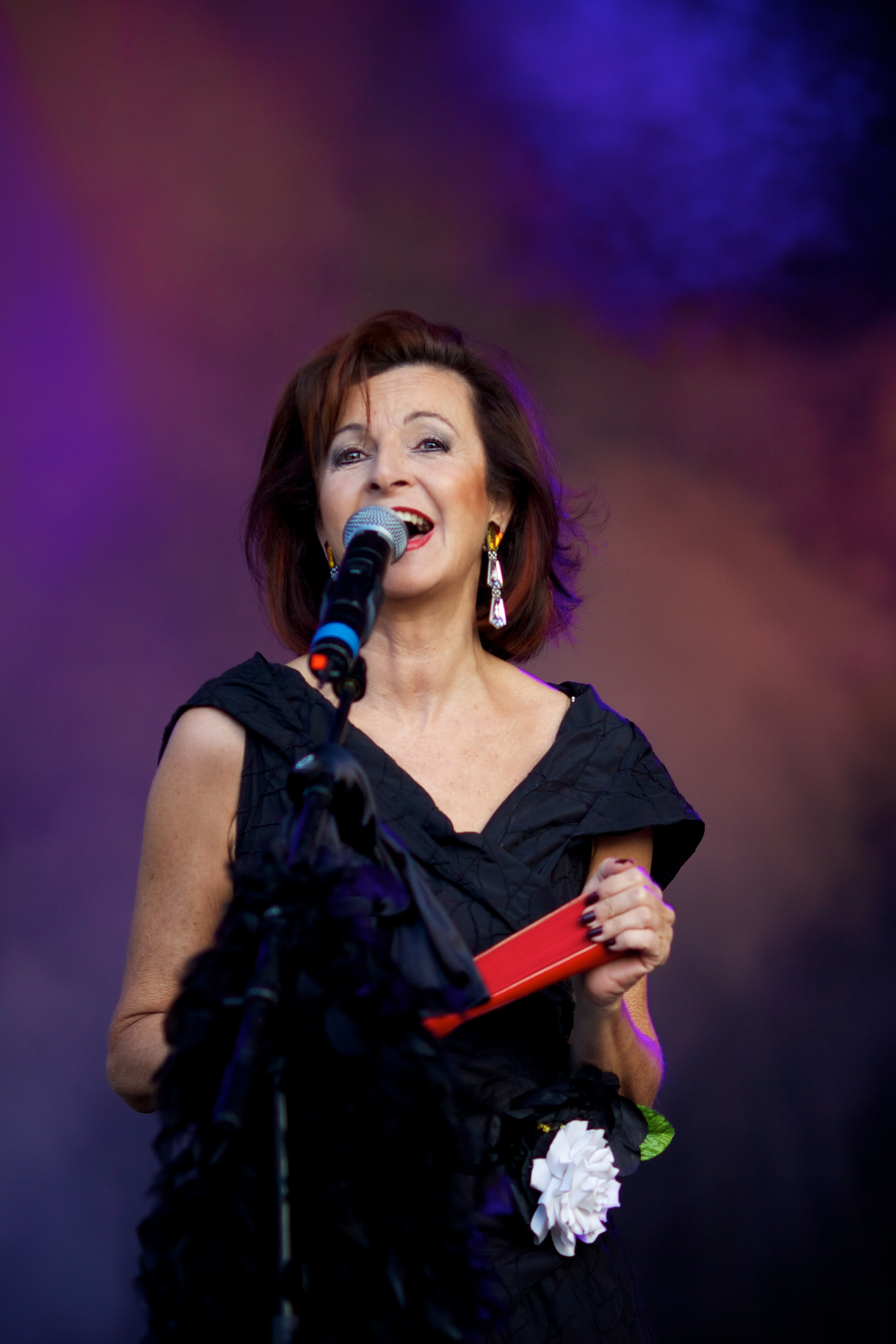
Mayte Mateos (2010)

Mayte Mateos (* 7. Februar 1951 in Logroño, Künstlername Mayte Matée) ist eine spanische Sängerin, Tänzerin und Malerin.

## Karriere
Mayte Mateos arbeitete vier Jahre beim spanischen Fernsehballett, bevor die diplomierte Tanzlehrerin im Jahr 1977 in einem Hotel auf Fuerteventura zusammen mit María Mendiola entdeckt wurde. Mitarbeiter der Hamburger Plattenfirma RCA waren beeindruckt von dem Tanz- und Gesangsprogramm des Duos Venus. Mateos und Mendiola erhielten spontan eine Einladung zu Probeaufnahmen nach Deutschland. Diese verliefen erfolgreich, so dass kurze Zeit später das Popduo Baccara gegründet und die erste Single Yes Sir, I Can Boogie produziert wurde. Das Stück wurde 1977 zum Welthit und entwickelte sich später zum Evergreen. Weitere internationale Erfolge, unter anderem: Sorry, I’m a Lady, „Darling“ und „The Devil Sent You to Lorado“, dessen spanische Version El diablo te mandó a Lorado in Spanien der erfolgreichste Baccara-Titel wurde, folgten. Von 1977 bis 1982 veröffentlichten Baccara in der Originalbesetzung (Mayte Mateos und María Mendiola) 16 Singles und fünf Alben.
Im Jahr 1982 trennte sich das Baccara-Duo, Mateos begann eine Solokarriere und ihre ersten Platten als Solokünstlerin erschienen, erst unter dem Namen Mayte, danach als Mayte Matée. 1983 gründete Mayte Mateos das Duo erneut und veröffentlichte auch als Solosängerin einige weitere Singles sowie 1989 das von Anthony Ventura produzierte Album Spanish Dreams. Eine Wiederveröffentlichung erfolgte 2004 als Noche Latina. Mayte Mateos schrieb für mehrere ihrer Solotitel sowie für einige Baccara-Titel die Texte. In dieser Zeit startete auch die zweite Karriere der Mayte Mateos. Sie begann zu malen und übersiedelte von Hamburg nach Spanien.
Ab 1999 veröffentlichte Mayte Mateos erneut Alben als Baccara, auch verliefen die Ausstellungen ihrer Bilder (unter anderem Emociones Libres) in Spanien erfolgreich. Besondere Aufmerksamkeit als Malerin erhielt Mayte Mateos im Jahr 2005 in Madrid, wo ihre Gemälde im Rahmen von Los Colores de la Música (deutsch: Die Farben der Musik) der Öffentlichkeit präsentiert wurden. Los Colores de la Música ist eine in Spanien erfolgreiche Ausstellungsserie in der bekannte spanische Sänger jährlich ihre Gemälde in vielen Städten Spaniens präsentieren.
Mit dem Song Soy tu Venus nahm Baccara 2004 am schwedischen Melodifestivalen, dem schwedischen Vorentscheid zum Eurovision Song Contest teil. Im Jahr 2006 erschien „El diablo te mendo a lorado“ auf der CD „The Very Best Of Baccara“ erstmals in Deutschland.
Anlässlich des 30-jährigen Baccara-Jubiläums brachte Sony BMG im Sommer 2007 eine 3-er CD-Box mit teilweise bisher auf CD unveröffentlichten Songs heraus.
Im Jahr 2008 arbeiteten Original-Baccara-Produzent Rolf Soja und -Texter Frank Dostal nach über 25 Jahren wieder mit der Original-Leadsängerin Mayte Mateos zusammen. Das Ergebnis ist das Ende Juni 2008 veröffentlichte Album Satin …In Black & White. Neben sechs Neuversionen ihrer Hits und einem German-Medley (Yes Sir, I Can Boogie (Aber nur bei diesem Song), Ich bin eine Lady, und Dich schickt der Teufel nach Lorado) sind sechs neue Stücke, unter anderem Simply Forget, Nights in Black Satin und (I Don’t Want) to Lose Lautrec, darin enthalten.
Die Fangemeinde von Baccara ist weltweit immer noch groß. Besonders in Deutschland, Skandinavien, Spanien und in den Staaten des ehemaligen Ostblocks. Dort finden immer wieder Konzerte und Fernsehauftritte statt. Im Jahr 2008 traten Baccara in elf verschiedenen europäischen Ländern über 40 Mal auf.
2010 veröffentlichten Baccara ihren ersten Weihnachtssong. Das Christmas Medley erschien als Download.
Im Mai 2013 veröffentlichte Mayte Mateos zusammen mit der spanischen Band Sala & The Strange Sounds Yes Sir, I Can Boogie 2013. Der Videoclip dazu hatte am 24. April 2013 Premiere im spanischen Fernsehen.
Im April 2016 erschien der Titel Dame un Poco de Tu Amor (Fundacion Tony Manero feat. Baccara) als Download.
Insgesamt veröffentlichte Mayte Mateos mittlerweile über 30 Singles und zehn internationale Alben.

## Wettbewerbsteilnahmen
- 1977: World Popular Song Contest in Tokio; Teilnahme für Deutschland
Mad in Madrid; Platz 14
- 1978: Grand Prix Eurovision de la Chanson/Eurovision Song Contest in Paris; Teilnahme für Luxemburg
Parlez-vous français?; Platz 7
- 1982: Songfestival in Seoul
Temptation
- 2004: Melodifestivalen (schwedischer Vorentscheid zum Eurovision Song Contest) in Göteborg
Soy tu Venus

## Solo-Diskografie
(Für die Diskografie von Baccara, siehe Baccara (Band))

### Singles
- 1981: Souvenirs From Paradise – Mayte
- 1982: Recuerdos del ayer – Mayte
- 1982: Malagueña – Mayte
- 1987: Roses and Wine – Mayte Matée
- 1988: I Do, I Do – Mayte Matée
- 1989: Quizás, quizás, quizás – Mayte Matée
- 2013: Yes Sir, I Can Boogie 2013 - Sala & The Strange Sounds feat. Mayte from Baccara (Download)

### Alben
- 1989: Spanish Dreams – Mayte Matée (wiederveröffentlicht als Noche Latina)